# 京都文化博物館
京都文化博物館（日语：京都文化博物館）是一家位於日本京都府京都市中京區的博物館，其創建目的是為了介紹京都的歷史及文化，以及紀念平安建都1200年。建築由京都府建設，運營則是由財團法人京都文化基金會（京都文化財団）進行。

## 历史
開館於1988年（昭和63年）10月1日。正式名稱是「京都府京都文化博物館」。其前身是開館於1968年的平安博物館，所有者為財團法人古代學協會。平安博物館位於1906年竣工之舊日本銀行京都支店，由辰野金吾的弟子長野宇平治設計1969年被指定為國家重要文化財。在京都文化博物館設立之後，財團法人古代學協會將建築贈送給京都府。舊日本銀行京都支店的建築現在是京都文化博物館的別館。本館位於別館的北側，是座鋼筋混凝土的地上7層地下1層的建築物，1988年9月完工、10月開館。

## 外部連結
- 官方網站 （页面存档备份，存于）